# Oriánica Velásquez
Oriánica Velásquez (1 de agosto de 1989) es una futbolista colombiana. Juega de delantera y actualmente milita en el club Independiente Santa Fe Femenino . En octubre de 2016 fue traspasada al club 1207 Antalya Muratpaşa Belediye Spor de Turquía, donde compartió plantel con sus compatriotas Lady Andrade y Carolina Arias. En 2017 regresó a Colombia para jugar con el club Envigado Formas Íntimas. Ha tenido convocatorias a la selección absoluta de su país.

## Selección nacional
Goles internacionales:
| No. | Fecha                    | Sede                                            | Rival                | Marcador | Resultado | Competición                          |
| --- | ------------------------ | ----------------------------------------------- | -------------------- | -------- | --------- | ------------------------------------ |
| 1   | 14 de julio de 2012      | Stade du Lussy, Châtel-Saint-Denis, Suiza       | Bandera de Brasil    | 1–2      | 1–2       | Amistoso internacional               |
| 2   | 17 de noviembre de 2014  | Unidad Deportiva Hugo Sánchez, Veracruz, México | Bandera de México    | 1–0      | 1-1       | Juegos Centroamericanos y del Caribe |
| 3   | 15 de septiembre de 2014 | Estadio Olímpico de Riobamba, Riobamba, Ecuador | Bandera de Venezuela | 3–0      | 4–1       | Copa América Femenina                |

## Estadísticas
| Club              | Temporada | Liga         | Liga | Liga  | Torneo Continental | Torneo Continental | Nacional | Nacional | Total | Total |
| Club              | Temporada | Division     | Aps. | Goles | Aps.               | Goles              | Aps.     | Goles    | Aps.  | Goles |
| ----------------- | --------- | ------------ | ---- | ----- | ------------------ | ------------------ | -------- | -------- | ----- | ----- |
| 1207 Antalya Spor | 2016–17   | Primera Liga | 10   | 7     | –                  | –                  |          |          | 10    | 7     |
| 1207 Antalya Spor | Total     | Total        | 10   | 7     | –                  | –                  |          |          | 10    | 7     |

## Palmarés

### Torneos internacionales
| Título               | Equipo                         | Sede | Año  |
| -------------------- | ------------------------------ | ---- | ---- |
| Juegos Panamericanos | Selección femenina de Colombia | Perú | 2019 |